# Wilson-Conococheague
Wilson-Conococheague es un lugar designado por el censo ubicado en el condado de Washington en el estado estadounidense de Maryland. En el Censo de 2010 tenía una población de 2.282 habitantes y una densidad poblacional de 181,7 personas por km².

## Geografía
Wilson-Conococheague se encuentra ubicado en las coordenadas 39°39′5″N 77°49′38″O / 39.65139, -77.82722. Según la Oficina del Censo de los Estados Unidos, Wilson-Conococheague tiene una superficie total de 12.56 km², de la cual 12.24 km² corresponden a tierra firme y (2.58%) 0.32 km² es agua.

## Demografía
Según el censo de 2010, había 2.282 personas residiendo en Wilson-Conococheague. La densidad de población era de 181,7 hab./km². De los 2.282 habitantes, Wilson-Conococheague estaba compuesto por el 94.48% blancos, el 2.5% eran afroamericanos, el 0.13% eran amerindios, el 0.74% eran asiáticos, el 0% eran isleños del Pacífico, el 0.35% eran de otras razas y el 1.8% pertenecían a dos o más razas. Del total de la población el 2.41% eran hispanos o latinos de cualquier raza.